# Erron Jay
Erron Jay (* 1. Juni 1980 in Kansas City, Missouri) ist ein US-amerikanischer Schauspieler, Synchronsprecher und Sänger.

## Leben
Jay entschied im Alter von 14 Jahren Schauspieler werden zu wollen. Er erhielt seinen Bachelor of Fine Arts Degree in Theatre Performance an der Missouri State University. Später machte er seinen Master of Fine Arts in Schauspiel an der DePaul University in Chicago. Neben dem Schauspiel ist seine zweite Leidenschaft die Musik. Er ist Leadsänger der Band These Acoustic Kats und spielt außerdem ein Schlaginstrument. Zusätzlich wirkt er in verschiedenen Werbespots mit. Jay bezeichnet sich als sehr religiösen Menschen und lebt nach der Bibel. Er zitiert gerne Matthäus 22:14: „Denn viele sind berufen, aber wenige sind auserwählt.“
Er debütierte 2005 in dem Fernsehfilm Larva. 2008 folgten eine Nebenrolle in dem Kinofilm The Dark Knight sowie eine Besetzung in dem Kurzfilm Sons of Kings. Es folgten eine Reihe von Besetzungen in weiteren Kurzfilmen sowie Rollen in den Spielfilmen What’s Your Raashee? von 2009 und Ha/lf von 2014. 2016 übernahm er eine größere Rolle in dem Low-Budget-Fernsehfilm 2 Lava 2 Lantula!. Im Folgejahr wirkte er am Katastrophenfilm Destruction: Los Angeles mit. Er übernahm Episodenrollen in Fernsehserien wie K.C. Undercover, Lucifer oder Nick für ungut.

## Filmografie
- 2005: Larva (Fernsehfilm)
- 2008: The Dark Knight
- 2008: Sons of Kings (Kurzfilm)
- 2009: Sponge (Kurzfilm)
- 2009: What’s Your Raashee?
- 2010: Project 420 (Fernsehserie)
- 2010: Byron (Kurzfilm)
- 2011: 30 Second Horror Film (Kurzfilm)
- 2011: 30 Second Exorcism (Kurzfilm)
- 2012: 30 Second Haunting (Kurzfilm)
- 2012: 30 Second Holiday Film (Kurzfilm)
- 2013: Ha/lf (Fernsehfilm)
- 2014: Black Boots (Fernsehserie, Episode 1x03)
- 2015: K.C. Undercover (Fernsehserie, Episode 1x07)
- 2016: Debt (Kurzfilm)
- 2016: 2 Lava 2 Lantula! (Fernsehfilm)
- 2017: Destruction: Los Angeles
- 2018: I Can Fix Him (Kurzfilm)
- 2019: Lucifer (Fernsehserie, Episode 4x10)
- 2019: Nick für ungut (No Good Nick) (Fernsehserie, Episode 2x04)
- 2020: The ChristMess Party (Kurzfilm)

## Synchronisationen
- 2016: Rescue Dogs
- 2018: Fallout 76 (Videospiel)